# Leon Roppolo
Leon Joseph Roppolo (16 de marzo de 1902-5 de octubre de 1943) fue un clarinetista de jazz, más conocido por tocar con New Orleans Rhythm Kings. También tocaba el saxofón y la guitarra.

## Vida y carrera
Leon Roppolo (sobrenombre "Rap" y muchas veces escrito de manera incorrecta como "Rappolo" nació en Lutcher, Louisiana. En 1912, su familia, de origen siciliano, se mudó a Nueva Orleans. El primer instrumento de Leon fue el violín. Era fan de las bandas de marcha que recorrían las calles de Nueva Orleans, y quería tocar el clarinete. Un pariente mayor que él, tocaba el clarinete en la banda de Papa Jack Laine.
Roppolo logró dominar al clarinete y empezó a trabajar con sus amigos Paul Mares y George Brunies para desfiles y fiestas, y en Milneburg a las orillas del
lago Pontchartrain. A la edad de 15 años, decidió irse de su casa para viajar con la banda de Bee Palmer, la cual se convirtió en el núcleo de los New Orleans Rhythm Kings. En 1920, los Rythm Kings llegaron a ser (junto con la banda de King Oliver) una de las mejores bandas de jazz en Chicago. Muchos consideraban a Roppolo como una estrella. Su estilo influenció a muchos otros músicos jóvenes de Chicago, el más famoso de ellos es Benny Goodman. Algunos críticos han dicho que las canciones de los Rythm Kings son las primeras grabaciones de solos.
Después de la ruptura de los Rythm Kings en Chicago, Roppolo y Paul Mares se dirigieron en 1924 al este para probar su suerte en la escena del jazz en la Ciudad de Nueva York. 
Roppolo y Mares regresaron a Nueva Orleans, en donde volvieron a formar a los Rythm Kings e hicieron más grabaciones. Después de esto, Roppolo trabajó con otras bandas de Nueva Orleans como "Halfway House Orchestra", con la cual grabó el saxofón.
Roppolo mostró un comportamiento excéntrico y violento. Esto fue demasiado para su familia y fue llevado al hospital de tratamiento mental del estado en 1925. Algunos escritores dicen que la causa se debió a sífilis de tercer grado, también conocida como neurosífilis.
Más tarde, Roppolo tenía un aspecto fatigado y más grande de lo que en verdad era. Regresaba a su casa por periodos en los que algún familiar o amigo lo podía cuidar, y se sentaba con bandas locales con las cuales tocaba el saxofón o el clarinete.
Leon Roppolo murió en Nueva Orleans a la edad de 41, y está enterrado en el Woodlawn Cemetery.

## Composiciones
Las composiciones de Leon Roppolo incluyeron standards de jazz "Farewell Blues" y "Milenberg Joys", "Gold Leaf Strut" o "Golden Leaf Strut", "Tin Roof Blues" (1923), y "Make Love to Me", que era una canción pop usando la música de Leon Roppolo (de "Tin Roof Blues"), grabada por Jo Stafford en 1954, y por Anne Murray y B. B. King. La grabación de Jo Stafford  de "Make Love to Me"  fue la número uno por tres semanas en los Billboard charts y la número dos en Cashbox.

## Vida personal
Roppolo se casó con Mabel Alice Branchard el 17 de mayo de 1920 en Nueva Orleans y tuvieron un hijo: Epifanio Leon Roppolo Sr.